# Castelo Viegas
Castelo Viegas est une ancienne paroisse civile portugaise (en portugais : freguesia) de la municipalité de Coimbra dans le district du même nom.
La loi no 11-A/2013 du 28 janvier 2013, portant réorganisation administrative du territoire des freguesias, fusionne Castelo Viegas avec la paroisse voisine de Santa Clara pour former l’União das freguesias de Santa Clara e Castelo Viegas (dont le siège est à Santa Clara).